# Michael Ungethüm
Michael Ungethüm (* 8. September 1943 in München; † 4. August 2022 in Tuttlingen) war ein deutscher Medizintechniker. Er war von 1983 bis 2009 Vorstandsvorsitzender der Tuttlinger Aesculap AG. Seit dem 4. Februar 2010 war Ungethüm Vorsitzender des Aufsichtsrates von Bizerba.

## Leben
Michael Ungethüm absolvierte nach der Mittleren Reife zunächst eine Schlosserlehre und erlangte auf dem zweiten Bildungsweg das Abitur. Es folgte ab 1970 ein Maschinenbaustudium an der Technischen Universität München, das er als Diplom-Ingenieur abschloss. Anschließend wurde er 1976 zum Dr.-Ing. an der Technischen Hochschule Aachen promoviert. 1977 habilitierte er sich zum Dr. med. habil. an der Medizinischen Fakultät der Ludwig-Maximilians-Universität München.
Nach siebenjähriger wissenschaftlicher Tätigkeit auf dem Gebiet der Medizintechnik an der Orthopädischen Klinik und Poliklinik der Universität München begann Ungethüm im Jahr 1977 bei der Aesculap AG als stellvertretendes Vorstandsmitglied für den Bereich „Forschung und Entwicklung“. 1979 wurde er zum ordentlichen Vorstandsmitglied und 1983 zum Sprecher und Vorsitzenden des Aesculap-Vorstands berufen. Als Spezialist und Professor für Medizintechnik war Ungethüm ab 1996 Mitglied des Vorstands der B. Braun Melsungen AG, einem Anbieter medizinischer Produkte. Er war ebenfalls stellvertretender Vorstandsvorsitzender der B. Braun Melsungen AG. Während seiner Vorstandszeit bei Aesculap vervielfachte sich der Umsatz des Unternehmens. 1977 betrug dieser noch 120 Millionen D-Mark und durchbrach unter Ungethüm mit 1,1 Milliarden Euro erstmals die Milliardengrenze. Im April 2009 setzte sich Ungethüm zur Ruhe. Sein Nachfolger als Vorstandsvorsitzender von Aesculap wurde Hanns-Peter Knaebel.
Von 1993 bis 1998 war Michael Ungethüm Präsident der Industrie- und Handelskammer Schwarzwald-Baar-Heuberg.
Ungethüm veröffentlichte weit über 150 wissenschaftliche Arbeiten in den Grenzgebieten zwischen Ingenieurwissenschaft, Naturwissenschaft und Medizintechnik, darunter fünf Monografien.
Michael Ungethüm war evangelisch, verheiratet seit 1972 und hatte zwei Kinder.

## Trivia
Ungethüm war Stifter der Kapelle St. Johannes und Jakobus auf dem Witthoh und zweier Glocken der katholischen Kirche Maria Königin in Tuttlingen. Im Roman Irgendwo. Aber am Meer von Arnold Stadler wird Ungethüm in einer Passage über Tuttlingen und einer Glockenweihe unter dem Namen Ungeheuer porträtiert und als Wohltäter bezeichnet.

## Ehrungen und Auszeichnungen
- 1978: Heine-Preis der Deutschen Gesellschaft für Orthopädie und Traumatologie
- 1988: Wirtschaftsmedaille des Landes Baden-Württemberg
- 1991: Ehrensenator der Universität Ulm
- 1992: Verdienstorden der Bundesrepublik Deutschland (Verdienstkreuz am Bande)
- 2000: Dr. med. h. c. der Freien Universität Berlin, Fachbereich Humanmedizin
- 2001: Croix de Chevalier du Mérite des Souveränen Malteserordens
- 2002: Verdienstorden der Bundesrepublik Deutschland (Verdienstkreuz 1. Klasse)
- 2004: Werner-Körte-Medaille in Gold der Deutschen Gesellschaft für Chirurgie
- 2004: Ehrensenator der Albert-Ludwigs-Universität Freiburg
- 2008: Verdienstorden des Landes Baden-Württemberg
- 2013: Ehrensenator der Staatlichen Hochschule für Musik Trossingen
- 2014: Verdienstorden der Bundesrepublik Deutschland (Großes Verdienstkreuz)
- 2015: Päpstlicher Gregoriusorden (Ritter)[3]

## Veröffentlichungen (Auswahl)
- Technologische und biomechanische Aspekte der Hüft- und Kniealloarthroplastik. 1978.
- Metallische Werkstoffe in der Orthopädie und Unfallchirurgie. 1978.